# Горнбік (Теннессі)
Горнбік (англ. Hornbeak) — місто (англ. town) в США, в окрузі Обіон штату Теннессі. Населення — 511 особа (2020).

## Географія
Горнбік розташований за координатами 36°20′8″ пн. ш. 89°17′43″ зх. д. / 36.33556° пн. ш. 89.29528° зх. д. (36.335496, -89.295378).  За даними Бюро перепису населення США в 2010 році місто мало площу 1,81 км², уся площа — суходіл.

## Демографія
Згідно з переписом 2010 року, у місті мешкали 424 особи в 174 домогосподарствах у складі 117 родин. Густота населення становила 235 осіб/км².  Було 199 помешкань (110/км²).
Расовий склад населення:
| - 98,8 % — білих |

До двох чи більше рас належало 1,2 %. Частка іспаномовних становила 0,0 % від усіх жителів.
За віковим діапазоном населення розподілялося таким чином: 22,2 % — особи молодші 18 років, 59,2 % — особи у віці 18—64 років, 18,6 % — особи у віці 65 років та старші. Медіана віку мешканця становила 41,5 року. На 100 осіб жіночої статі у місті припадало 97,2 чоловіків;  на 100 жінок у віці від 18 років та старших — 95,3 чоловіків також старших 18 років.
Середній дохід на одне домашнє господарство  становив 42 933 долари США (медіана — 35 972), а середній дохід на одну сім'ю — 50 381 долар (медіана — 41 719). За межею бідності перебувало 13,5 % осіб, у тому числі 21,4 % дітей у віці до 18 років та 2,2 % осіб у віці 65 років та старших.
Цивільне працевлаштоване населення становило 131 особа. Основні галузі зайнятості: виробництво — 18,3 %, освіта, охорона здоров'я та соціальна допомога — 17,6 %, публічна адміністрація — 16,8 %.